# Pam Burridge
Pour les articles homonymes, voir Burridge.
Pam Burridge est une surfeuse australienne née le 26 juillet 1965 à Sydney. Elle a remporté le World Championship Tour en 1990.